# ヤマタイミンガサ
ヤマタイミンガサ（山大明傘、学名：Parasenecio yatabei）は、キク科コウモリソウ属の多年草。別名タイミンガサモドキ。

## 特徴
茎の高さは60-90cm。葉は茎に互生し、ふつう3枚ある。下部の葉は17-19cmある長い葉柄をもち、基部は短く鞘状になる。葉身は掌状円形で9-10裂し、下部の葉は長さ17-24cm、幅30-35cmになり、中部の葉の葉柄は4-7cm、葉身は長さ12-14cm、幅15-22cmになる。
花期は7-9月、茎の先に円錐花序状に白色の頭花をつける。総苞は長さ5-10mmの筒状、総苞片は5個。頭花は5-6個の小花からなり、すべて両性の筒状花。小花の花冠は長さ8.5-10mmで5裂し、花柱の先は2つに分かれ反り返る。

## 分布と生育環境
本州の宮城県以南から中部地方まで、および四国又は韓国の忠清北道に分布し、深山の湿り気のある落葉樹林の林床、標高700メータ－以上の高地、林縁に自生する。群生することが多い。